# Фуда Рьоко
Фуда Рьоко (нар. 25 жовтня 1986) — колишня японська тенісистка.
Найвищу одиночну позицію світового рейтингу — 143 місце досягла 30 січня 2006, парну — 144 місце — 20 лютого 2006 року.
Здобула 4 одиночні та 7 парних титулів туру ITF.
Завершила кар'єру 2012 року.

## Фінали ITF
| Легенда          |
| ---------------- |
| турніри $100,000 |
| турніри $75,000  |
| турніри $50,000  |
| турніри $25,000  |
| турніри $10,000  |

### Одиночний розряд: 6 (4–2)
| Результат | Ранг | Дата              | Турнір                      | Покриття | Суперниця           | Рахунок       |
| --------- | ---- | ----------------- | --------------------------- | -------- | ------------------- | ------------- |
| Перемога  | 1.   | 26 жовтня 2003    | ITF Токіо, Японія           | Тверде   | Макі Арай           | 5–7, 6–3, 6–3 |
| Поразка   | 1.   | 29 березня 2005   | ITF Поса-Ріка, Мексика      | Тверде   | Мара Сантанджело    | 6–3, 2–6, 0–6 |
| Перемога  | 2.   | 1 травня 2005     | ITF Хаманако, Японія        | Тверде   | Кейсі Деллаква      | 4–1 ret.      |
| Перемога  | 3.   | 23 травня 2005    | ITF Пхукет, Таїланд         | Тверде   | Монтіні Тангпхонг   | 6–1, 6–4      |
| Перемога  | 4.   | 22 листопада 2005 | ITF Маунт-Гамбір, Австралія | Тверде   | Анастасія Родіонова | 6–2, 6–3      |
| Поразка   | 2.   | 7 червня 2010     | ITF Ель-Пасо, США           | Тверде   | Коко Вандевей       | 2–6, 1–6      |

### Парний розряд: 15 (7–8)
| Результат | Ранг | Дата              | Турнір                      | Покриття   | Партнерка      | Суперниці                                    | Рахунок          |
| --------- | ---- | ----------------- | --------------------------- | ---------- | -------------- | -------------------------------------------- | ---------------- |
| Поразка   | 1.   | 20 квітня 2003    | ITF Ямаґуті, Японія         | Ґрунт      | Макі Арай      | Акіко Кінебуті Томоко Тайра                  | 6–3, 6–7(7), 4–6 |
| Перемога  | 1.   | 26 жовтня 2003    | ITF Токіо, Японія           | Тверде     | Арай Макі      | Сідзу Кацумі Kim Hea-mi                      | 6–2, 6–3         |
| Поразка   | 2.   | 10 травня 2004    | ITF Каруїдзава, Японія      | Килим      | Окамото Сейко  | Фудзівара Ріка Чон Мі Ра                     | 2–6, 6–2, 6–7    |
| Поразка   | 3.   | 22 листопада 2004 | ITF Маунт-Гамбір, Австралія | Тверде     | Сє Шувей       | Чжань Цзіньвей Латіша Чжань                  | 3–6, 7–5, 5–7    |
| Поразка   | 4.   | 14 лютого 2005    | ITF Бромма, Швеція          | Тверде (i) | Фудзівара Ріка | Мішелль Герардс Анаушка ван Ексел            | w/o              |
| Поразка   | 5.   | 21 лютого 2005    | ITF Тайбей, Тайвань         | Тверде     | Окамото Сейко  | Чжуан Цзяжун Сє Шувей                        | 3–6, 2–6         |
| Перемога  | 2.   | 1 травня 2005     | ITF Хаманако, Японія        | Тверде     | Окамото Сейко  | Хісамацу Сіхо Такасе Аямі                    | 7–5, 6–4         |
| Поразка   | 6.   | 8 травня 2005     | ITF Ґіфу, Японія            | Килим      | Окамото Сейко  | Фудзівара Ріка Обата Саорі                   | 1–6, 2–6         |
| Перемога  | 3.   | 14 травня 2005    | ITF Фукуока, Японія         | Килим      | Окамото Сейко  | Чжань Юнжань Чжуан Цзяжун                    | 6–2, 7–6         |
| Перемога  | 4.   | 8 листопада 2005  | ITF Джакарта, Індонезія     | Тверде     | Вінне Пракуся  | Чжань Юнжань Чжуан Цзяжун                    | 6–4, 6–4         |
| Перемога  | 5.   | 27 листопада 2005 | ITF Маунт-Гамбір, Австралія | Тверде     | Суніта Рао     | Грета Арн Анастасія Родіонова                | 6–1, ret.        |
| Поразка   | 7.   | 23 липня 2006     | ITF Гаммонд, США            | Тверде     | Суніта Рао     | Крістіна Фусано Ракел Атаво                  | 6–7, 6–4, 1–6    |
| Перемога  | 6.   | 19 лютого 2007    | ITF Клірвотер, США          | Тверде     | Окамото Сейко  | Мервана Югич-Салкич Антонелла Серра-Дзанетті | 5–7, 6–3, 6–4    |
| Поразка   | 8.   | 4 червня 2007     | ITF Гілтон-Гед, США         | Тверде     | Мамі Іноуе     | Александра Мюллер Стейша Фонсека             | 3–6, 2–6         |
| Перемога  | 7.   | 17 червня 2007    | ITF Аллентаун, США          | Тверде     | Суніта Рао     | Анджела Гейнс Ліндсей Лі-Вотерс              | 6–7(3), 6–4, 6–1 |